# Геостаціонарна орбіта

Ілюстрація руху супутника на геостаціонарній орбіті та обертання Землі

Геостаціонарна орбіта

Геостаціона́рна орбі́та (ГСО) — колова орбіта, на якій штучний супутник, обертаючись у напрямку обертання Землі, постійно перебуває над однією й тією ж точкою земної поверхні.
Геостаціонарна орбіта є особливим випадком геосинхронної орбіти. Вона розташована над екватором Землі (нахил орбіти до екватора дорівнює 0°), на постійній висоті 35 786 км над рівнем моря (ексцентриситет дорівнює 0). Саме така висота забезпечує супутнику період обертання, рівний сидеричному періоду обертання Землі (23 години 56 хвилин). Тобто, супутник обертається навколо планети з кутовою швидкістю, що дорівнює кутовій швидкості обертання Землі навколо своєї осі й начебто непорушно зависає в небі.
Орбіта застосовується для розташування комунікаційних, телетрансляційних та ін. штучних супутників.
Сьогодні на геостаціонарній орбіті нараховується 402 діючих супутників.

## Історія
Ідеї застосування геостаціонарних супутників з метою зв'язку висловлювалася ще К. Е. Ціолковським та словенським теоретиком космонавтики Германом Поточніком 1928 року, але вони не здобули широкого визнання. Переваги геостаціонарної орбіти стали широко відомими після публікації науково-популярної статті Артура Кларка в журналі «Wireless World» (1945). На Заході геостаціонарні та геосинхронні орбіти іноді називають «орбітами Кларка», а «поясом Кларка» називають ділянку космічного простору на відстані 36000 км над рівнем моря в площині земного екватора, де параметри орбіт близькі до геостаціонарних.
Першим супутником, успішно виведеним на геостаціонарну орбіту, став Sincom-3, запущений НАСА 19 серпня 1964 року. На геостаціонарну орбіту його було виведено 11 вересня 1964 року.

## Параметри геостаціонарної орбіти

### Радіус і висота орбіти
На геостаціонарній орбіті супутник не наближається до Землі і не віддаляється від неї, і крім того, обертаючись разом із Землею, постійно знаходиться над якоюсь точкою на екваторі. Отже, сила гравітації і відцентрова сила, що діють на супутник, повинні зрівноважувати одна одну. Для обчислення висоти геостаціонарної орбіти можна скористатися методами класичної механіки, і, перейшовши у систему відліку супутника, виходити з такого рівняння:
де {\displaystyle F_{i}} — сила інерції, а в даному випадку, відцентрова сила; {\displaystyle F_{\Gamma }} — гравітаційна сила. Величину гравітаційної сили, що діє на супутник, можна визначити за законом всесвітнього тяжіння Ньютона:
де {\displaystyle m_{c}} — маса супутника, {\displaystyle M_{3}} — маса Землі в кілограмах, {\displaystyle G} — гравітаційна стала, а {\displaystyle R} — відстань у метрах від супутника до центру Землі або, в даному випадку, радіус орбіти.

Величина відцентрової сили дорівнює:
де {\displaystyle a} — доцентрове прискорення, що виникає при коловому русі по орбіті.
Як можна бачити, маса супутника {\displaystyle m_{c}} наявна як множник у виразах для відцентрової сили і гравітаційної сили, тобто висота орбіти не залежить від маси супутника, що справедливо для будь-яких орбіт і є наслідком рівності гравітаційної та інертної маси. Отже, геостаціонарна орбіта визначається лише висотою, за якої відцентрова сила буде рівна за модулем і протилежна за напрямом гравітаційній силі, створюваній тяжінням Землі на даній висоті.

Доцентрове прискорення дорівнює:
де {\displaystyle \omega } — кутова швидкість обертання супутника, в радіанах за секунду.
Зробимо одне важливе уточнення. Насправді, доцентрове прискорення має фізичний сенс тільки в інерційній системі відліку, у той час як відцентрова сила є так званою уявною силою і виникає виключно в системах відліку, які пов'язані з обертовими тілами. Доцентрова сила (в даному випадку — сила гравітації) викликає доцентрове прискорення. За модулем доцентрове прискорення в інерційній системі відліку дорівнює відцентровому в системі відліку, пов'язаній у нашому випадку зі супутником. Тому надалі, з урахуванням зробленого зауваження, ми можемо вживати термін «доцентрове прискорення» разом із терміном «відцентрова сила».

Зрівнюючи вирази для гравітаційних і відцентрових сил з підставленням доцентрового прискорення, отримуємо:
Скоротивши {\displaystyle m_{c}}, перенісши {\displaystyle R^{2}} вліво, а {\displaystyle \omega ^{2}} вправо, отримуємо:
або
Можна записати вираз інакше, замінивши {\displaystyle G\cdot M_{3}} на {\displaystyle \mu } — геоцентричну гравітаційну постійну:
Кутова швидкість {\displaystyle \omega } обчислюється діленням кута, пройденого за один оберт ({\displaystyle 360^{\circ }=2\cdot \pi } радіан) на період обертання (час, за який відбувається один повний оберт по орбіті: одна зоряна доба, або 86 164 секунди). Отримуємо:
Отриманий радіус орбіти становить 42 164 км. Віднімаючи екваторіальний радіус Землі, 6 378 км, отримуємо висоту 35 786 км.
Можна виконати обчислення й інакше. Висота геостаціонарної орбіти — це таке віддалення від центру Землі, де кутова швидкість супутника, що збігається з кутовою швидкістю обертання Землі, породжує орбітальну (лінійну) швидкість, рівну першій космічній швидкості (для забезпечення колової орбіти) на даній висоті.

Лінійна швидкість супутника, який рухається з кутовою швидкістю {\displaystyle \omega } на відстані {\displaystyle R} від центру обертання дорівнює
Перша космічна швидкість на відстані {\displaystyle R} від об'єкта масою {\displaystyle M} дорівнює
Прирівнявши праві частини рівнянь, приходимо до отриманого раніше виразу для радіуса ГСО:

### Орбітальна швидкість
Швидкість руху по геостаціонарній орбіті обчислюється множенням кутової швидкості на радіус орбіти:
Це приблизно в 2,5 рази менше, ніж перша космічна швидкість, що дорівнює 8 км/с на навколоземній орбіті (з радіусом 6400 км). Оскільки квадрат швидкості для колової орбіти обернено пропорційний її радіусу,
то зменшення швидкості по відношенню до першої космічної досягається збільшенням радіуса орбіти більш ніж у 6 разів.

### Довжина орбіти
Довжина геостаціонарної орбіти: {\displaystyle {2\cdot \pi \cdot R}}. За радіусу орбіти 42 164 км отримуємо довжину орбіти 264 924 км
Довжина орбіти вкрай важлива для обчислення «точок стояння» супутників.

## Точка стояння
Супутник, що перебуває на геостаціонарній орбіті, нерухомий відносно поверхні Землі, тому його місце розташування на орбіті називається точкою стояння. Внаслідок цього зорієнтована на супутник і нерухомо закріплена спрямована антена може зберігати постійний зв'язок з цим супутником тривалий час.
Втім, супутник, який обертається на геостаціонарній орбіті, перебуває під впливом деяких сил, що поступово змінюють параметри цієї орбіти (збурення). Зокрема, до таких збурень відносяться гравітаційні місячно-сонячні збурення, вплив неоднорідності гравітаційного поля Землі, еліптичність екватора тощо. Деградація орбіти виявляється у двох основних явищах:
1. Супутник зміщується вздовж орбіти від своєї первісної орбітальної позиції в бік однієї з чотирьох точок стабільної рівноваги, т. зв. «потенційних ям геостаціонарної орбіти» (їх довготи 75,3°E, 104,7°W, 165,3°E, і 14,7°W) над екватором Землі;
2. Нахил орбіти до екватора збільшується (від початкового 0) зі швидкістю близько 0,85 градуса за рік і досягає максимального значення 15 градусів за 26,5 років.

### Утримання супутника в орбітальній позиції на геостаціонарній орбіті
Для компенсації цих збурень і утримання супутника в призначеній точці стояння супутник оснащується рушійною установкою (хімічною або електроракетною). Періодичними увімкненнями двигунів малої тяги (корекція «північ — південь» для компенсації зростання нахилення орбіти і «захід — схід» для компенсації дрейфу вздовж орбіти) супутник утримується в призначеній точці стояння. Такі увімкнення проводяться по декілька разів на 10 — 15 діб. Істотно, що для корекції «північ — південь» потрібен значно більший приріст характеристичної швидкості (близько 45 — 50 м/с на рік), ніж для довготної корекції (близько 2 м/с на рік). Для забезпечення корекції орбіти супутника протягом всього терміну його експлуатації (12 — 15 років для сучасних телевізійних супутників) потрібен значний запас палива на борту (сотні кілограмів у разі застосування хімічного двигуна). Хімічний ракетний двигун супутника має витискальну подачу палива (газ наддуву — гелій), працює на довгозбережуваних висококиплячих компонентах (зазвичай несиметричний диметилгідразин і діазотний тетраоксид). На низці супутників встановлюються плазмові двигуни. Їх тяга істотно менша, порівняно з хімічними, однак більша ефективність дозволяє (за рахунок тривалої роботи, що вимірюється десятками хвилин для одиничного маневру) радикально знизити необхідну масу палива на борту. Вибір типу рушійної установки визначається конкретними технічними особливостями апарата.
Ця ж рушійна установка використовується за необхідності для маневру переведення супутника на іншу орбітальну позицію. У деяких випадках (як правило, наприкінці терміну експлуатації супутника) для скорочення витрати палива корекція орбіти «північ — південь» припиняється, а залишок палива використовується тільки для корекції «захід — схід».
Запас палива є основним обмежувальним фактором терміну служби супутника на геостаціонарній орбіті (крім відмов компонентів самого супутника).

## Застосування
Три геостаціонарних супутники, розташованих під кутом 120 градусів один до одного, дозволяють тримати зв'язок між будь-якими двома наземними радіостанціями (крім тих, що розташовані в приполярних районах). Зв'язок може здійснюватися майже безперервно.
Для геостаціонарних систем зв'язку природною є повнозв'язна топологія.
Для переведення супутників із низької орбіти на геостаціонарну застосовують геоперехідні орбіти (ГПО) — еліптичні орбіти з перигеєм на низькій висоті й апогеєм на висоті, близькій до геостаціонарної орбіті.
Після завершення активної експлуатації, супутник на залишках палива має бути переведений на орбіту поховання, розташовану на 200—300 км вище ГСО.

## Переваги
Головна перевага розташування супутників на ГСО полягає в тому, що на наземних пристроях не потрібна механізація антен — їх спрямовують на супутник і залишають нерухомими. Це робить антени набагато простішими в експлуатації й легшими. Завдяки незмінній відстані між супутником і пристроєм досягається стабільність сигналу.

## Недоліки

### Затримка сигналу
Зв'язок через геостаціонарні супутники характеризується значними затримками в поширенні сигналу. При висоті орбіти 35 786 км і швидкості світла близько 300 000 км/с хід променя «Земля — супутник» вимагає близько 0,12 с. Хід променя «Земля (передавач) → супутник → Земля (приймач)» ≈0,24 с. Повна затримка (вимірювана утилітою Ping) при використанні супутникового зв'язку для прийому і передачі даних складе майже півсекунди. З урахуванням затримки сигналу в апаратурі ШСЗ, в апаратурі та в кабельних системах передач наземних служб загальна затримка сигналу на маршруті «джерело сигналу → супутник → приймач» може досягати 2 — 4 секунд. Така затримка ускладнює застосування супутників на ГСО в телефонії та унеможливлює застосування супутникового зв'язку з використанням ГСО в різних сервісах реального часу (наприклад в онлайн-іграх).

### Невидимість ГСО з високих широт
Оскільки геостаціонарну орбіту не видно з високих широт (приблизно від 81° до полюсів), а на широтах вище 75° вона спостерігається дуже низько над горизонтом (у реальних умовах супутники просто ховаються за рельєфом місцевості або об'єктами, що виступають над ним) і видно лише невелику ділянку орбіти (див. таблицю), то у високоширотних районах Крайньої Півночі (Арктики) й Антарктиди неможливий зв'язок і телетрансляція з використанням ГСО. Приміром, американські полярники на станції Амундсен-Скотт для зв'язку із зовнішнім світом (телефонія, інтернет) використовують оптоволоконний кабель довжиною 1670 кілометрів до розташованої на 75° пд. ш. французької станції Конкордія, з якої вже видно декілька американських геостаціонарних супутників.
Таблиця спостережуваного сектора геостаціонарної орбіти в залежності від широти місця. Всі дані наведені в градусах та їх частинах.
| Широта місцевості | Видимий сектор орбіти | Видимий сектор орбіти             |
| Широта місцевості | Теоретичний сектор    | Реальний (з урах. рельєфу) сектор |
| ----------------- | --------------------- | --------------------------------- |
| 90                | --                    | --                                |
| 82                | --                    | --                                |
| 81                | 29,7                  | --                                |
| 80                | 58,9                  | --                                |
| 79                | 75,2                  | --                                |
| 78                | 86,7                  | 26,2                              |
| 75                | 108,5                 | 77                                |
| 60                | 144,8                 | 132,2                             |
| 50                | 152,8                 | 143,3                             |
| 40                | 157,2                 | 149,3                             |
| 20                | 161,5                 | 155,1                             |
| 0                 | 162,6                 | 156,6                             |

1. ↑  взято перевищення супутником горизонту до 3°

Із таблиці видно, наприклад, що якщо на широті Санкт-Петербурга (~60°) видимий сектор орбіти (і, відповідно, кількість супутників, що приймаються) дорівнює 84 % від максимально можливого (на екваторі), то на широті півострова Таймир (~75°) видимий сектор становить 49 %, а на широті Шпіцбергена і мису Челюскін (~78°) — лише 16 % від спостережуваного на екваторі. У цей сектор орбіти в районі Сибіру потрапляє 1 — 2 супутники (не завжди потрібного оператора).

### Сонячна інтерференція
Одним з найбільш неприємних недоліків геостаціонарної орбіти є зменшення чи повна відсутність сигналу в ситуації, коли на лінію між приймальною антеною й супутником потрапляє Сонце («Сонце за супутником»). Це явище притаманне й іншим орбітах, але саме на геостаціонарній, коли супутник «заморожений» на небі, виявляється особливо яскраво. У середніх широтах північної півкулі сонячна інтерференція проявляється в періоди з 22 лютого по 11 березня і з 3 по 21 жовтня, з максимальною тривалістю до десяти хвилин. У такі моменти в ясну погоду сонячні промені, сфокусовані світлим покриттям антени можуть навіть пошкодити (розплавити або перегріти) приймально-передавальну апаратуру супутникової антени.

## Міжнародно-правовий статус ГСО
Використання геостаціонарної орбіти ставить низку не тільки технічних, але й міжнародно-правових проблем.
Деякі екваторіальні країни в різний час пред'являли претензії (наприклад, Декларація про встановлення суверенітету на ділянці ГСО, підписана в Боготі Бразилією, Колумбією, Конго, Еквадором, Індонезією, Кенією, Угандою і Заїром 3 грудня 1976 р.) на поширення їх суверенітету на розташовану над їхніми територіями частинами космічного простору, в якій проходять орбіти геостаціонарних супутників. Було, зокрема, заявлено, що геостаціонарна орбіта є фізичним чинником, пов'язаним з існуванням нашої планети і повністю залежним від гравітаційного поля Землі, а тому відповідні частини космосу (сегменти геостаціонарної орбіти) ніби є продовженням територій, над якими вони знаходяться. Відповідне положення закріплено в Конституції Колумбії.
Ці намагання екваторіальних держав були відкинуті, як такі, що суперечать принципу неприсвоєння космічного простору. У Комітеті ООН з космосу такі заяви піддано обґрунтованій критиці. По-перше, не можна претендувати на присвоєння якої-небудь території або простору, що перебуває на такому значному віддаленні від території відповідної держави. По-друге, космічний простір не підлягає національному присвоєнню. По-третє, технічно неправомірно говорити про будь-який фізичний взаємозв'язок між державною територією і настільки віддаленим районом космосу. Нарешті, у кожному окремому випадку феномен геостаціонарного супутника пов'язаний з конкретним космічним об'єктом. Якщо немає супутника, то немає і геостаціонарної орбіти.
Значний внесок у вирішення проблем робить ООН, а також її комітети та інші спеціалізовані установи.

## Інше
Якби геостаціонарні супутники було видно на небі неозброєним оком, то лінія, на якій вони були б видимі, збігалася б з «поясом Кларка» для даної місцевості. Геостаціонарні супутники, завдяки наявним точкам стояння, зручно використовувати для супутникового зв'язку: один раз зорієнтована антена завжди буде спрямована на вибраний супутник (якщо він не змінить позицію).
Існують каталоги об'єктів на геостаціонарній орбіті.